# Spezia Calcio
Lo Spezia Calcio, meglio noto come Spezia, è una società calcistica italiana con sede nella città della Spezia. Milita in Serie B, la seconda divisione del campionato italiano.
Rifondata nel 2008 come Associazione Sportiva Dilettantistica Spezia Calcio 2008, porta avanti la tradizione sportiva – della quale occupa il 46º posto – iniziata nel 1906 con la costituzione della sezione calcistica dello Sport Club Spezia, cui sono seguite varie rifondazioni e riorganizzazioni, con denominazioni quali Foot Ball Club Spezia, Associazione Calcio Spezia di cui mantiene l'acronimo nel logo, e Spezia Calcio 1906, fallito al termine del campionato di Serie B 2007-2008. Il club si trova in 55ª posizione nella classifica perpetua della Serie A e in 30ª per quanto riguarda quella della Serie B.
Nel suo albo d'oro lo Spezia può vantare un titolo nazionale, grazie alla vittoria del campionato di guerra 1944 conseguita dai VV.FF. Spezia, un club a esso affiliato; tale successo fu ufficialmente riconosciuto dalla FIGC come titolo "onorifico" (ovvero non equiparabile allo "scudetto") nel 2002. Gran parte della sua storia si è comunque dipanata tra la seconda e la terza serie, riuscendo a raggiungere il massimo campionato a girone unico solo nel 2020. Nel campionato di Serie A ha ottenuto come migliore risultato il quindicesimo posto nell'edizione 2020-2021.
Disputa i suoi incontri casalinghi allo stadio Alberto Picco. Il suo colore sociale di riferimento è il bianco, affiancato dal nero.

## Storia

### Dalle origini agli anni 1930
Il 10 ottobre 1906 il commerciante svizzero Hermann Hurni, insieme ad altri suoi connazionali, fonda la sezione football dello Sport Club Spezia. Questo club, tuttavia, ha un'attività piuttosto breve, limitandosi a sfidare nella Piazza d'Armi compagini di marinai di passaggio; ben presto l'iniziativa viene ripresa: il 20 novembre 1911 nasce lo Spezia Football Club, società costituita con un regolare organigramma e diretta emanazione della antesignana. Primo presidente viene eletto Francesco Corio, fra i consiglieri risulta esservi anche Alberto Picco di Ulrico, capitano e primo marcatore della storia aquilotta, caduto eroicamente durante la prima guerra mondiale.
Dopo il conflitto, nel 1919 lo Spezia si iscrive per la prima volta al campionato regolare organizzato dalla Federazione e nella stagione 1919-1920 vince il girone ligure del Campionato di Promozione, accedendo così alla Prima Categoria. È in quel periodo che la maglia da gioco color celeste viene sostituita con la maglia bianca in onore della Pro Vercelli, all'epoca squadra di primo piano a livello nazionale. L'esordio nella massima serie è un terzo posto in classifica nel girone di qualificazione ligure alle spalle di Andrea Doria e Genoa.
Il 4 luglio 1921 lo Spezia e altre 23 società settentrionali decidono di secessionare dalla Federazione e di creare una federazione (la CCI) e un campionato (la Prima Divisione) concorrente a quello federale. Motivo della protesta era l'aumento esponenziale delle partecipanti al massimo campionato, che nella stagione 1920-1921 aveva raggiunto la cifra record di ben 88 partecipanti. I grandi club, che non volevano giocare partite dal risultato scontato contro le squadre di oratorio o di piccoli paesini, volevano un campionato più elitario e proposero alla Federazione di ridurre le squadre partecipanti. Il voto contrario delle piccole squadre, maggioritarie nel Consiglio direttivo della Federcalcio, comportò la fuga delle grandi società, che fondarono la Confederazione Calcistica Italiana e organizzarono un proprio campionato privato in contrapposizione a quello federale.
Lo scisma fu presto sanato dopo una sola stagione e sulla base del compromesso Colombo vennero organizzati degli spareggi salvezza per decidere le squadre partecipanti alla nuova Prima Divisione a trentasei squadre. Lo Spezia perse gli spareggi contro il Pastore di Torino e sarebbe dovuto retrocedere. Tuttavia a settembre, a poche settimane dall'inizio del nuovo campionato, il Livorno e i concittadini della Pro Livorno decisero di fondersi in un'unica società lasciando libero un posto nell'organigramma della massima serie. Alle sei squadre che avevano perso gli spareggi venne dunque concessa un'ennesima, insperata chance di salvezza. Gli spezzini sconfissero nello spareggio decisivo la Sestrese recuperando così in extremis la Prima Divisione.
Nel 1922-1923 lo stadio Alberto Picco viene squalificato per un anno in seguito ai gravi incidenti avvenuti in occasione della partita Spezia-Genoa (0-4) del 10 dicembre 1922. Fino al termine della stagione gli aquilotti sono quindi costretti a giocare lontano dalle mura amiche, ma riescono ugualmente a conquistare la salvezza nella ripetizione dello spareggio con il Derthona, vinto per 3-2 l'8 luglio 1923, dopo che la prima gara di spareggio era stata interrotta sul 0-0 dopo ben 207 minuti di gioco. Memorabile è la vittoria per 1-0 contro la Juventus, sul campo neutro di Casale Monferrato. Anche l'anno successivo gli spezzini si salvano allo spareggio: avendo terminato il proprio girone al penultimo posto, sono costretti ad affrontare un girone salvezza/promozione composto da quattro squadre, cioè le penultime dei due gironi di Prima Divisione e due squadre di Seconda Divisione, con in palio due posti per la massima serie dell'anno successivo; lo Spezia riesce a chiudere tra i primi due posti, riuscendo quindi a salvarsi.
Nel 1925 però arriva la prima retrocessione in virtù dell'ultimo posto nel girone. In Seconda Divisione lo Spezia torna a dominare, ma la riforma dei campionati fa sì che la squadra rimanga comunque esclusa dalla massima divisione nazionale. La stessa cosa avviene nel campionato di Prima Divisione 1928-1929, quando gli aquilotti inseriti nel girone A conquistano il diritto a partecipare alla costituenda Serie B; al termine di quella stagione lo Spezia batte in finale il Parma e conquista il titolo di campione italiano di Prima Divisione.

La formazione dello Spezia che nel 1936-1937 è quarto in Serie B

Lo Spezia disputa campionati discreti ma non da vertice fino alla stagione 1932-1933 in cui riesce a classificarsi al quarto posto alle spalle di Livorno, Brescia e Modena, delle quali solo le prime due vengono promosse. Vengono varate ulteriori riforme per la composizione dei campionati e nel 1934-1935 lo Spezia viene retrocesso, insieme a metà delle squadre della serie cadetta, nella costituenda Serie C.
Nella stagione seguente (1935-1936) gli aquilotti disputano un campionato che diventa un serrato testa a testa con la Sanremese: il torneo si conclude con ricorsi, penalizzazioni e proteste ma alla fine è lo Spezia a spuntarla e a ritornare così subito in Serie B. Nel 1936-1937 in Serie B lo Spezia, che ha nel frattempo assunto la nuova denominazione di A.C. Spezia, arriva quarto a cinque punti dalla Serie A.
A questo torneo seguono cessioni illustri e nel 1938-1939 arriva una nuova relegazione in Serie C. Di nuovo lo Spezia, fresco di retrocessione, riesce a vincere il campionato piazzandosi davanti al Forlì ma per accedere alla Serie B è necessario superare anche le vincitrici degli altri gironi della Serie C, ovvero Reggiana, Savona e Taranto.
Negli spareggi lo Spezia viene eliminato a causa del peggiore quoziente reti, ma la promozione in Serie B arriva ugualmente grazie all'esclusione del Palermo, per motivi economici, e alla concomitante preclusione al ripescaggio della quartultima fra i cadetti, il piccolo Molinella, anch'esso per problematiche gestionali. Sono da ricordare le edizioni 1937 e 1941 della Coppa Italia, in cui lo Spezia riesce ad arrivare sino ai quarti di finale dove viene eliminato rispettivamente da Ambrosiana e Lazio.

### Anni 1940

#### Lo scoppio della seconda guerra mondiale

Lo Spezia del campionato 1942-1943, guidato da Ottavio Barbieri

All'inizio degli anni 1940 arrivano in maglia bianca Costanzo e Costa, due giocatori destinati a rimanere nella storia della società. Nel 1940-1941 lo Spezia ottiene in Serie B una salvezza, mentre nella stagione successiva, quella del 1941-1942, la squadra si piazza al sesto posto in classifica.
Nel campionato 1942-1943 arriva sulla panchina dello Spezia Ottavio Barbieri, in passato vincitore dello scudetto con la maglia del Genoa e giocatore della Nazionale. Molti dei successi spezzini conseguiti negli anni seguenti arriveranno grazie al rivoluzionario schema di gioco proposto da Barbieri, il "mezzo-sistema" (che prevedeva l'introduzione del "libero"): l'allenatore lo aveva imparato quando era stato vice dell'inglese Garbutt negli anni del Genoa.
Lo Spezia di quest'anno è la squadra delle "cinque C": Coltella, Carapellese, Costanzo, Castigliano e Costa. La squadra chiude nuovamente in sesta posizione. Si arriva così, mentre infuria la seconda guerra mondiale, allo storico campionato del 1943-1944.

#### Il campionato di guerra del 1944

Disposizione in campo dei VV.FF. Spezia 1943-1944

Con l'Italia divisa dal fronte di guerra conosciuto come Linea Gotica, la Federcalcio si divise in due: mentre l'amministrazione monarchica legittima continuò a operare nel cosiddetto Regno del Sud, i funzionari federali presenti nella Repubblica Sociale Italiana (stato fantoccio della Germania nazista) organizzarono da Milano un "Campionato di divisione nazionale misto". Il torneo venne diviso in gironi zonali, organizzati in tre fasi regionali le cui vincitrici avrebbero disputato le finali per l'assegnazione del titolo di Campione d'Italia.
Il club, a quel tempo noto come Associazione Calcio Spezia, era stato costretto a sospendere l'attività: il presidente Perioli, infatti, era stato catturato e inviato nei campi di concentramento in Germania. Semorile, l'unico dirigente rimasto, decise di contattare il comandante dei Vigili del Fuoco cittadini, l'ing. Gandino, per allestire una squadra in grado di rappresentare la città della Spezia nella Divisione Nazionale. L'accordo venne presto raggiunto: nacque così un nuovo club, il Gruppo Sportivo 42º Corpo dei Vigili del Fuoco, il quale mantenne come allenatore Barbieri, rilevò tutti i calciatori dell'A.C. Spezia, sotto l'impegno scritto di restituirli alla "casa madre" al termine del conflitto, e acquisì i cartellini di giocatori di altre squadre a titolo di prestito. Questo escamotage, non insolito per il periodo (per abbinamento, anche la Juventus si era trasformata in Cisitalia e il Torino in Torino FIAT), costituì uno stratagemma per sottrarre i calciatori agli obblighi del servizio militare. L'A.C. Spezia, nel frattempo, rimase inattivo.

La formazione dei VV.FF. Spezia campioni d'Alta Italia nel 1944

I VV.FF. Spezia, per motivi logistici, vennero inclusi nel girone D del settore emiliano. Affrontando le trasferte su una vecchia autobotte modificata per trasportare la squadra e sempre sotto il rischio dei bombardamenti, i VV.FF. primeggiarono nel proprio girone con 13 punti, davanti alle squadre di Suzzara, Fidenza, Parma e Busseto. Successivamente approdarono al girone B di semifinale, nel quale la squadra dominò su Carpi, Suzzara e Modena. A questo punto si entrò nel vivo del torneo, allorquando i liguri furono inclusi in un gruppo di quattro squadre per la qualificazione al girone finale: di queste, tuttavia, i Vigili del Fuoco si trovarono di fronte al solo Bologna, a causa delle rinunce di Montecatini e Lucchese. La gara di andata, disputata nella città felsinea, ebbe un epilogo alquanto particolare: gli spezzini infatti, passarono in vantaggio a undici minuti dalla fine grazie a un gol in sospetto fuorigioco, ma la gara venne sospesa a causa delle furiose proteste dei pochi tifosi presenti sugli spalti. Il risultato quindi fu di 0-2 a tavolino a loro favore e il Bologna decise di disertare la gara di ritorno in segno di protesta: il 42º Corpo dei Vigili del Fuoco si guadagnò così il diritto di giocare le finali.
Il programma del torneo prevedeva un girone finale a tre squadre per la conquista del titolo: oltre alla sorprendente matricola ligure, si presentarono anche il Venezia e il Torino. I veneti non erano più l'ottima squadra capace di conquistare il terzo posto nel campionato di due anni prima; il Torino, invece, era ancora il "Grande Torino", allenato da Vittorio Pozzo e campione d'Italia in carica, destinato a conquistare altri quattro scudetti al termine della guerra, prima della tragedia di Superga. Il 9 luglio 1944, presso l'Arena di Milano (semideserta per il timore di rastrellamenti da parte dei tedeschi), iniziarono le finali con il pareggio tra VV.FF. e Venezia per 1-1 che sembrava spianare la strada al Torino per la riconquista del titolo. Il 16 luglio, invece, gli spezzini sovvertirono i pronostici battendo i granata: questi ultimi furono probabilmente penalizzati da una stancante trasferta a Trieste per un'amichevole di due giorni prima, a cui furono obbligati a partecipare dalla Federazione. Il punteggio fu di 2-1 a favore dei liguri, che scesero in campo con questa formazione: Bani, Borrini, Amenta, Gramaglia, Persia, Scarpato, Mario Tommaseo, Rostagno, Costa, Tori, Angelini. Il 20 luglio il Torino travolgeva infine il Venezia per 5-2 decretando il primo posto dei Vigili del Fuoco.

Una concitata fase di gioco delle finali all'Arena Civica di Milano

Fino alle battute conclusive del torneo, in cui i VV.FF. risultarono inaspettatamente primi, sia gli organi federali controllati dalla Repubblica Sociale Italiana, sia le principali pubblicazioni sportive (in particolare la Gazzetta dello Sport e il Guerin Sportivo), definirono la Divisione Nazionale 1943-1944 "campionato italiano" e il titolo in palio "scudetto". La FIGC fascista, tuttavia, rinnegò la manifestazione con i succitati comunicati del 17 luglio e dell'8 agosto. Inoltre il Regno d'Italia, con il decreto legislativo luogotenenziale nº 249 del 5 ottobre 1944, dichiarò privo di ogni valore giuridico qualsiasi atto di nomina del governo della RSI; specificamente, annullò e rese illegittimo ab initio il mandato di Ettore Rossi e di Puccio Pucci alla guida del CONI, nonché i conseguenti incarichi di Rossi e di Ferdinando Pozzani in FIGC. L'organizzazione di un campionato da parte di questi soggetti, perciò, divenne essa stessa non legale.

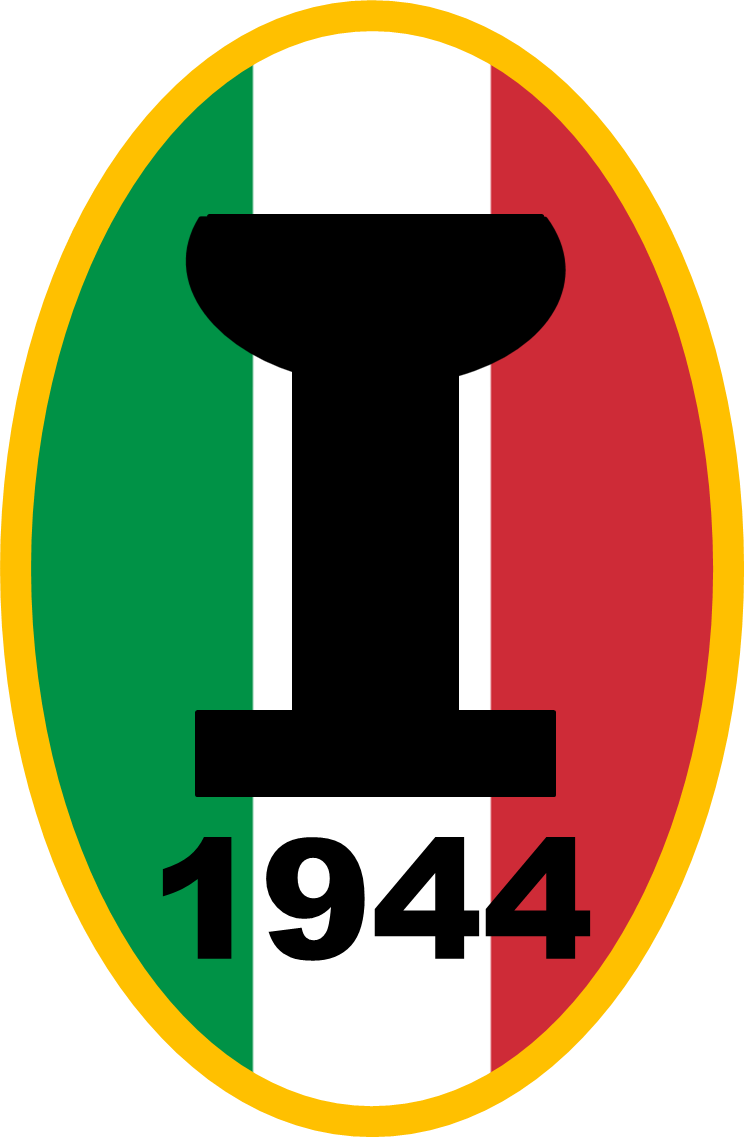
Lo stemma del titolo onorifico di Alta Italia vinto dai VV.FF. Spezia nel 1944, che il club sfoggia dal 2002 sulle proprie divise

Tuttavia, dopo perduranti ricerche e petizioni dei giornalisti e delle autorità spezzine, il 22 gennaio 2002 la Federazione ha parzialmente accolto le istanze dello Spezia Calcio, assegnandogli un titolo sportivo onorifico (ufficiale, ma non equiparabile allo "scudetto") per la vittoria del campionato 1943-1944, con una menzione particolare allo spirito di sportività con cui gli atleti bianconeri affrontarono le difficoltà di un periodo storico in cui l'Italia era lacerata dalla guerra civile. Insieme all'attribuzione di questo titolo onorifico, è stata conferita allo Spezia la possibilità di apporre permanentemente sulle divise sociali un distintivo speciale in ricordo di quell'impresa. Ulteriore particolarità del riconoscimento è il fatto che la FIGC ha attribuito alla squadra spezzina un titolo in realtà vinto dal G.S. 42º Corpo dei Vigili del Fuoco, cioè una società de iure differente dallo Spezia. Lo Spezia, insomma, può fregiarsi della vittoria di un campionato a cui, tecnicamente, non ha mai partecipato, sebbene bisogna constatare che il 42º Corpo dei Vigili del Fuoco rilevò e schierò gli stessi giocatori del club ligure (oltre a calciatori provenienti da altre compagini), e quindi de facto i due sodalizi tendevano a coincidere.

#### Il dopoguerra
Al termine della guerra la situazione dello Spezia è assai difficile. La città ha subito gravi danni e anche la società aquilotta attraversa un serio momento di crisi. In virtù dei campionati disputati in Serie B negli anni precedenti e, soprattutto, del campionato di Divisione Nazionale appena conquistato dai VV.FF., lo Spezia chiede l'ammissione alla nuova Serie A.
La Federazione, invece, respinge la richiesta e, per motivi burocratici, non riconosce la fusione tra il 42º Corpo Vigili del Fuoco La Spezia e l'A.C. Spezia. La società, sia per protesta sia a causa dei problemi del momento, prende così parte al campionato di Prima divisione ligure nel girone A. L'anno successivo la Federazione riammette lo Spezia di diritto nella serie cadetta; il campionato 1946-1947 si conclude con un brillante terzo posto.

Nel 1947-1948 lo Spezia si classifica quarto e accede alla Serie B a girone unico

Nel 1947-1948 il quarto posto in campionato consente allo Spezia di accedere alla Serie B a girone unico; nel 1948-1949 è invece necessario uno spareggio a Milano contro il Parma per riuscire a ottenere la salvezza. L'anno successivo offre un sesto posto in classifica, prima della discesa che comincerà negli anni 1950.

### Anni 1950 e 1960
Gli anni 1950 costituiscono per lo Spezia uno dei periodi peggiori che la squadra abbia mai conosciuto sin dai giorni della sua fondazione. Nel 1950-1951 infatti lo Spezia abbandona dopo dieci anni la Serie B, categoria che non rivedrà più per oltre mezzo secolo. I guai non finiscono qui ma proseguono negli anni immediatamente successivi: alla retrocessione dal campionato cadetto seguono a ruota altre due retrocessioni consecutive. Lo Spezia sprofonda così in Promozione Regionale; gli aquilotti sono costretti a giocare contro le compagini rionali cittadine e raccolgono solo un misero quarto posto: è il momento più buio della storia societaria.
Per uscire da questa situazione nella stagione 1954-55 lo Spezia effettua una fusione con l'Arsenalspezia, squadra che milita nella categoria superiore (IV Serie): la nuova società prende il nome di A.C. Spezia-Arsenal, e il celeste entra a fare parte dei colori sociali; la società può quindi ripartire dalla IV Serie. Nel 1955 si ritorna alla denominazione F.B.C. Spezia 1906 e anche i colori tornano a essere quelli tradizionali. Nella stagione 1956-1957 lo Spezia ottiene un terzo posto in classifica che consente l'accesso alla "IV Serie I Serie", un campionato di Eccellenza Interregionale costituito su tre gironi, istituito in via eccezionale allo scopo di agevolare l'allargamento della Serie C da uno a tre gironi.
Nel 1957-1958 gli aquilotti riescono finalmente a vincere il campionato arrivando primi nel loro girone d'Interregionale (ex IV Serie), e conquistano anche il titolo di campioni d'Italia di categoria a pari merito con OZO Mantova e Cosenza. Lo Spezia ritorna così in Serie C, dove colleziona subito un terzo e un sesto posto.
Nel 1960 continua la crisi in cui si trova il vertice societario già da un anno, vengono ceduti alcuni pezzi pregiati della squadra ma il "Picco" è ancora un terreno difficile da espugnare e lo Spezia riesce a classificarsi settimo nel campionato del 1960-1961. L'anno successivo la situazione della società si fa ancora più tragica, mancano addirittura i soldi per l'iscrizione al campionato; la Lega ammette ugualmente lo Spezia al torneo imponendo la nomina di un Commissario per il controllo della contabilità. La squadra viene allestita alla meno peggio e il campionato 1961-1962 si conclude inevitabilmente con la retrocessione in Serie D. Con un pizzico di fortuna in più la salvezza sarebbe stata raggiungibile: l'ultima partita di campionato a Rimini viene sospesa per 30 minuti a causa dell'arrivo nello stadio, in anticipo sulla tabella di marcia, del Giro d'Italia, proprio quando lo Spezia stava per giungere al pareggio e raccogliere il punto indispensabile per raggiungere in classifica il Grosseto.

Una formazione dello Spezia nel 1962

La Serie D ospita gli aquilotti per ben quattro campionati; nel 1963-1964 la promozione sembra a portata di mano, ma a due giornate dal termine la bruciante sconfitta per 4-0 sul terreno della diretta concorrente Massese è fatale allo Spezia, che chiude al terzo posto.
Il salto di categoria arriva finalmente nella stagione 1965-1966, allorquando il presidente Menicagli allestisce un'ottima squadra per la categoria con giocatori del calibro di Bonvicini, Pederiva, Sonetti, Convalle, Castellazzi e soprattutto Vallongo. La promozione in Serie C arriva grazie alla penalizzazione inflitta al Viareggio, al quale la CAF toglie tre punti per illecito sportivo; lo Spezia è così primo in classifica.
Al ritorno in Serie C gli aquilotti sfiorano per due volte la promozione in Serie B, classificandosi terzi, alle spalle di Perugia e Maceratese, nel 1966-1967 e secondi nel 1967-1968 dietro al Cesena, che pure era stato sconfitto al "Picco" 2-0 e sembrava potere essere facilmente recuperato nelle ultime giornate.

### Anni 1970 e 1980
La prima metà degli anni 1970 vede lo Spezia protagonista di una lunga serie di anonimi campionati di centro classifica; poche sono le novità nel parco giocatori: uomini come Motto, Bonanni, Memo, Giulietti, Biloni, vestono la maglia bianca per molti anni consecutivi e gli unici scontri di interesse per il pubblico diventano i classici derbies con le squadre toscane ed emiliane.
Nel 1976-1977 invece lo Spezia ottiene un terzo posto, grazie anche al sistema di gioco fornito dal nuovo allenatore Nedo Sonetti assistito dal suo secondo Franco Scoglio: i bianchi chiudono alle spalle di Pistoiese e Parma. Nella stagione 1977-1978 gli aquilotti, guidati da Scoglio mentre Sonetti partecipa a un corso tecnico a Coverciano, ottengono un sesto posto che consente di accedere alla cosiddetta Serie C1.
La permanenza in Serie C1 dura solo un anno: lo Spezia infatti non viene rinforzato a sufficienza e, inserito in un girone pieno di squadre blasonate, retrocede subito in Serie C2. Nel 1979-1980 lo Spezia è terzo dietro a Prato e Rondinella, ma riesce a tornare nuovamente nella Serie C1 grazie alla penalizzazione inflitta alla Rondinella per illecito sportivo. L'attaccante aquilotto Barbuti è il capocannoniere del girone con 23 reti.
Gli anni 1980 iniziano con una retrocessione in Serie C2 nella stagione 1980-1981 con Barbuti che si conferma ancora capocannoniere con 17 reti all'attivo. Nel 1982-1983 arriva addirittura la retrocessione nel campionato Interregionale, lo Spezia viene tuttavia ripescato in Serie C2 grazie alla rinuncia del Banco Roma. Nelle due stagioni successive arrivano altre due salvezze assai faticose, talvolta con l'aiuto della differenza reti nella classifica avulsa.

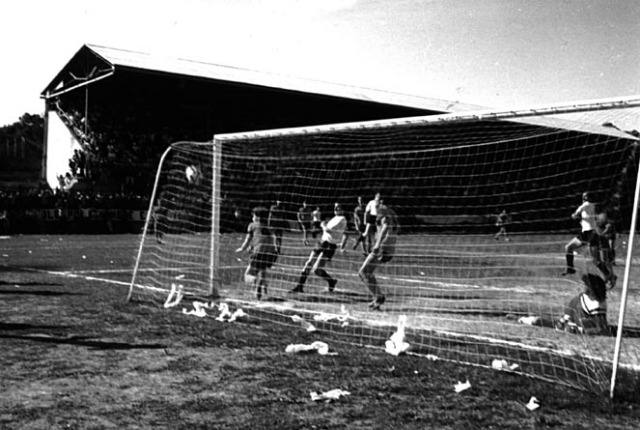
Il gol di Ferretti in Spezia-Pistoiese della stagione 1985-1986

Verso la metà del decennio arriva una svolta epocale nella storia dello Spezia, destinata a segnare l'inizio di un nuovo percorso. La stagione 1985-1986 in particolare diventa memorabile; la squadra viene affidata all'allenatore spezzino Sergio Carpanesi e arrivano dei giocatori indimenticabili come Borgo, Ferretti, Telesio, Palazzese, Brilli e Pillon. Succede tuttavia un fatto inaspettato: il presidente Pietro Rossetto, viene arrestato e la società scivola in gravi difficoltà finanziarie fino addirittura ad arrivare al fallimento.
Il sodalizio cambia nome da F.B.C. Spezia 1906 ad A.C. Spezia. A questo punto i giocatori, oramai senza stipendio e teoricamente liberi di andare via, danno una grande prova di attaccamento alla maglia, riuscendo addirittura a conseguire un secondo posto che vale la promozione in Serie C1. Epica è l'ultima partita di campionato contro la Pistoiese, giocata tra le mura amiche con il sostegno di oltre 12.000 tifosi. Dopo il ritorno nella categoria superiore lo Spezia riesce a conquistare per due volte la salvezza, tornando a disputare campionati entusiasmanti che infiammano la tifoseria; da ricordare in quegli anni la sfida in Coppa Italia con il Napoli di Diego Armando Maradona.

Una formazione dello Spezia nella stagione 1988-1989

È nella stagione 1988-1989 che lo Spezia sfiora davvero da vicino la Serie B; è la squadra di Ceccaroni, Mariano, Spalletti, del bomber Tacchi e del portiere Rollandi. A poche giornate dalla fine la promozione sembra ormai cosa fatta, ma i risultati delle ultime partite e una rosa forse un po' troppo ridotta costringono gli aquilotti a giocarsi tutto all'ultima giornata sul campo della Lucchese. La squadra toscana, storica rivale degli aquilotti e guidata da Corrado Orrico, è ormai salva e non ha più nulla da chiedere al campionato ma disputa ugualmente una partita irresistibile e riesce a sconfiggere lo Spezia per 3-1, gettando nello sconforto i cinquemila tifosi che avevano seguito la squadra al Porta Elisa. Il campionato successivo comincia con l'onorevole sconfitta in Coppa Italia contro l'Inter campione d'Italia, ma la squadra non è in grado di ripetere il grande campionato dell'anno precedente.

### Anni 1990
Dopo un paio di campionati conclusi a metà classifica nella stagione 1992-1993 la retrocessione è evitata grazie al fatto che Siena e Carpi hanno fatto meno punti, occupando le ultime due posizioni in classifica, e alla radiazione dell'Arezzo. Nella stagione 1993-1994 gli aquilotti vengono sconfitti ai play-out dalla Massese, ma anche stavolta gli spezzini rimangono in C1 grazie a un ripescaggio.
Dopo il buon campionato del 1994-1995, nella stagione 1995-1996 lo Spezia, reduce da un fallimento societario che portò alla creazione dello Spezia Calcio 1906 che riuscì a evitare la radiazione, è di nuovo costretto ai play-out per ottenere la salvezza, questa volta vinti a spese della Pro Sesto. Tuttavia, al termine del campionato 1996-1997, dopo una stagione disastrosa, lo Spezia si piazza all'ultimo posto in classifica e questa volta la retrocessione è inevitabile.

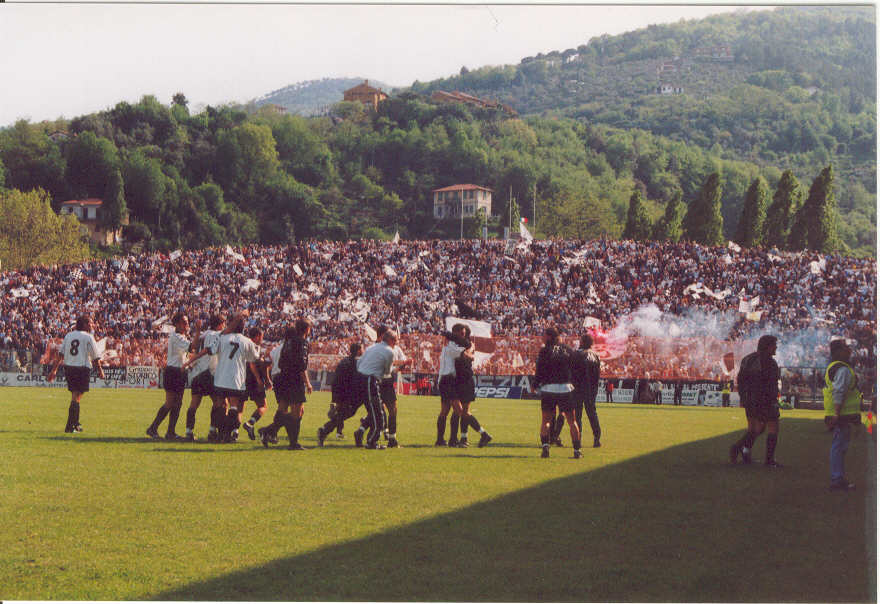
La festa per il ritorno in Serie C1 nel campionato 1999-2000

Al contestato presidente Blengino succede Polotti e in società arriva l'ex capitano Sergio Borgo, che riesce a organizzare un buon gruppo per affrontare la Serie C2. La tifoseria è ormai sfiduciata dopo tanti anni di campionati deludenti, ma la nuova squadra, con il passare del tempo, riesce a conquistarsi la simpatia del pubblico e a ottenere un insperato quinto posto che consente l'accesso ai play-off. In semifinale lo Spezia elimina il favorito Rimini grazie a un gol segnato nei tempi supplementari, ma in finale è costretto ad arrendersi all'Arezzo di Serse Cosmi. Anche nella successiva stagione 1998-1999, accompagnata da problemi di ordine pubblico in occasione di alcune partite, lo Spezia si piazza nuovamente al quinto posto, ma questa volta ai play-off è beffato in semifinale nei minuti di recupero dall'AlbinoLeffe. In entrambi i campionati la squadra fu allenata da Luciano Filippi.
Il vero cambiamento arriva nel 1999-2000, allorquando la proprietà passa nelle mani di quattro imprenditori milanesi: Rocci, Trevisan, Viganò e Zanoli, i quali realizzano una squadra assai competitiva, una vera e propria corazzata per la Serie C2. Ritorna il beniamino dei tifosi Chiappara e vengono acquistati Bordin, Coti, Melucci, De Vincenzo e Carlet. L'allenatore è l'emergente Andrea Mandorlini, che fornisce subito alla squadra un gioco decisamente brillante e sempre votato all'attacco. L'unica squadra a reggere il passo dello Spezia sembra essere l'Alessandria, ma nel girone di ritorno la marcia degli aquilotti si trasforma in una cavalcata trionfale: il campionato viene vinto con 76 punti e nessuna sconfitta, un record assoluto per la categoria; i bomber sono Zaniolo e Carlet con 13 reti a testa.

### Anni 2000

#### Il ritorno in Serie B
Lo Spezia neopromosso in Serie C1 si dimostra subito una squadra protagonista del campionato. Approdano in riva al Golfo giovani promesse come Budel e Zaccardo, che vanno a completare una rosa già molto competitiva. Nella stagione 2000-2001 gli aquilotti partono bene e battono squadre blasonate come Pisa e Livorno, ma nell'arco del campionato arrivano alcune battute d'arresto e le corazzate Modena e Como (poi destinate a volare in Serie A) sono troppo forti per essere raggiunte. Lo Spezia riesce comunque a piazzarsi quinto e a partecipare ai play-off, dai quali viene però eliminato dallo stesso Como.

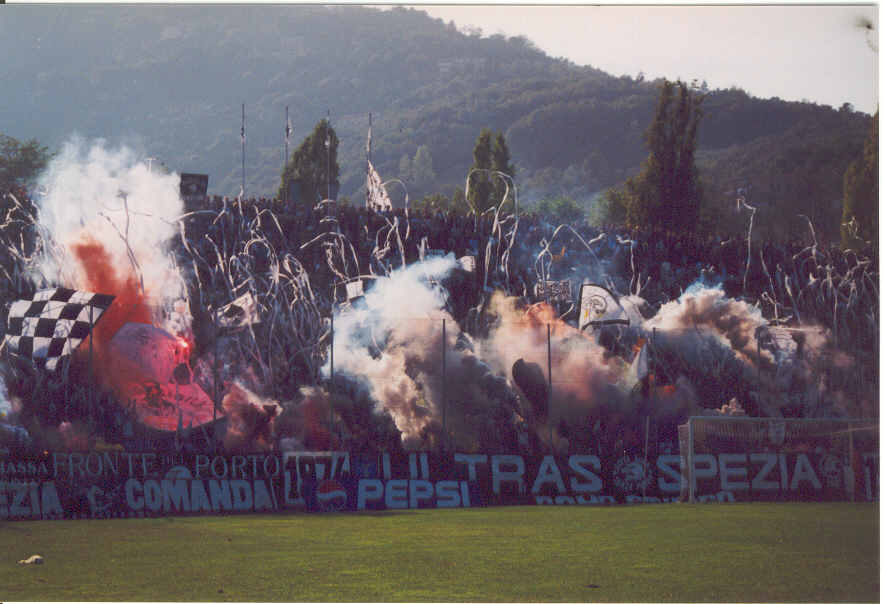
I tifosi dello Spezia prima della vittoriosa partita con il Livorno nel torneo 2000-2001

L'annata successiva, quella del 2001-2002, è una delle più belle ed emozionanti nella storia dello Spezia anche se non si conclude con quella che sarebbe stata una meritata promozione in Serie B. Gli aquilotti infatti rinforzano ulteriormente la rosa con giocatori del calibro di Pisano, Buso e Caverzan e disputano un campionato di vertice che si risolve in un testa a testa con il Livorno. Epiche sono le vittorie, sia in casa che in trasferta, con tutte le squadre rivali storiche degli aquilotti. Tuttavia alla fine sono i toscani a spuntarla per tre punti di differenza (non mancano le polemiche a distanza per l'esito della partita decisiva Treviso-Livorno) e lo Spezia, sfiancato dal lungo duello a distanza con gli amaranto, è clamorosamente eliminato ai play-off dalla più brillante Triestina.
In seguito l'allenatore Mandorlini, seguito dal capitano Bordin, si trasferisce al Vicenza: la squadra non è più la corazzata degli anni precedenti e gli aquilotti si assestano su posizioni di centro classifica, sempre a ridosso della zona play-off ma mai in grado di raggiungerla. Dopo vari anni l'imprenditore Zanoli è lasciato solo dai suoi soci e solamente l'ingresso dell'Inter di Massimo Moratti (rappresentato da Ernesto Paolillo) nella società salva le casse societarie da una possibile bancarotta. Sulla panchina aquilotta si alternano diversi allenatori ma l'unica concreta soddisfazione che arriva in queste stagioni è la conquista, nel 2005, della Coppa Italia Serie C vinta in finale contro il Frosinone.
Tuttavia, con la vittoria del campionato di Serie C1 2005-2006 lo Spezia ottiene la storica promozione in Serie B, categoria dalla quale era assente da ben cinquantacinque anni, ovvero dal lontano 1951. La certezza matematica della promozione arriva il 1º maggio 2006 nella trasferta di Padova, con oltre cinquemila tifosi al seguito. Al termine della stagione lo Spezia, capolista con 63 punti, stacca il Genoa, secondo in graduatoria, di ben sette lunghezze in classifica. Oltre alla promozione, fra gli indelebili ricordi di questa stagione rimangono la prima vittoria nella storia contro il Genoa, e la conquista della Supercoppa di Lega Serie C1 a spese del Napoli, primo classificato nel girone B.
Lo Spezia ha festeggiato nel 2006 il centenario della sua fondazione: allo scopo di celebrare questa ricorrenza la società e le autorità cittadine hanno organizzato numerose iniziative.
Per la stagione 2005-2006 la squadra ha adottato il nuovo stemma sociale con decorazioni dorate, e anche le maglie da gioco hanno riportato la numerazione con cifre color oro. In occasione della prima partita disputata nell'anno 2006, ovvero l'incontro casalingo con la Pro Patria, lo Spezia ha indossato una divisa celebrativa, costituita da una maglia bianca con banda diagonale nera e priva di sponsor.
Presso la Palazzina delle Arti "L. Rosaia" è stata infine allestita una mostra intitolata 1906-2006 Speziacento: una storia una passione.
Nella stagione successiva, all'esordio nella serie cadetta, nel girone di andata lo Spezia si mantiene sempre al di fuori della zona retrocessione realizzando, fra alti e bassi, anche due grandi affermazioni, conseguendo la sua prima vittoria nella storia a Marassi contro il Genoa (1-2) e sfiorando il successo casalingo contro la Juventus (1-1). Nel girone di ritorno alcune sconfitte con le dirette concorrenti e i numerosi scivoloni subìti tra le mura amiche costringono gli aquilotti a lottare per la salvezza fino all'ultima giornata di campionato, nella quale la squadra evita la retrocessione diretta grazie a un'altra storica vittoria (2-3) all'Olimpico di Torino, contro una Juventus pur rimpinguata di riserve e giovani poiché già matematicamente promossa, ma che prima di questa partita non perdeva in casa da oltre due anni. Lo Spezia ottiene così il diritto a disputare i play-out contro il Verona: nella gara di andata al "Picco", dopo essere passati in svantaggio, gli aquilotti si impongono per 2-1 grazie ai gol di Saverino e Do Prado; sicché nel retour match al Bentegodi, ai liguri è sufficiente mantenere la propria porta inviolata per ottenere la salvezza.

#### Il fallimento e la rifondazione
La stagione 2007-2008 comincia sotto i peggiori auspici: eliminazione al primo turno della Coppa Italia (sconfitta per 2-0 a opera del Piacenza sul neutro di Fiorenzuola) e penalizzazione di 1 punto in classifica da parte della Co.Vi.Soc. per il ritardo nella presentazione di documenti contabili.
Con il passare dei mesi, diventa sempre più grave anche la crisi economica nella quale si trova la società aquilotta, guidata da Giuseppe Ruggieri. Tale situazione si palesa nel gennaio del 2008, allorquando il presidente Ruggieri cede provvisoriamente la presidenza nelle mani della sua collaboratrice Cristina Cappelluti, incaricata di traghettare la squadra verso nuovi acquirenti. Anche la fase di calciomercato di gennaio è profondamente condizionata dalle problematiche economiche; la rosa viene praticamente rivoluzionata allo scopo di ridurre il tetto-ingaggi, e lasciano la squadra buona parte dei migliori giocatori. Diretta conseguenza di queste manovre è il progressivo e inesorabile peggioramento della situazione in classifica degli aquilotti.
Nei mesi di febbraio e marzo, il mancato pagamento degli stipendi arretrati e l'accumularsi di debiti portano la società sull'orlo del fallimento, e la città decide pertanto di mobilitarsi su iniziativa popolare per tentare di salvare la società aquilotta. Viene velocemente costituita la società "Lo Spezia Siamo Noi srl", che raccoglie contributi economici da tifosi, sportivi e sponsorizzazioni da alcune realtà economiche della Provincia. Questa neonata società a marzo rileva il 70% delle quote societarie e diventa azionista di maggioranza, realizzando così in Italia il primo caso di società di calcio gestita dagli stessi tifosi. Il rimanente 20% delle quote resta di proprietà dell'imprenditore parmigiano Andrea Ermelli, e il 10% dell'Internazionale. In questo periodo l'incarico di presidente passa a Roberto Quber, e, successivamente, ad Attilio Garbini.
Il 25 maggio la sconfitta subìta a Pisa alla penultima giornata di campionato condanna la squadra alla matematica retrocessione in Serie C1. Nei mesi di giugno e luglio, dopo varie trattative, l'associazione popolare "Lo Spezia Siamo Noi", nonostante la mediazione del Sindaco e del socio di minoranza Massimo Moratti, non trova nessun nuovo investitore in grado di rilevare la squadra e coprire gli ingenti debiti ereditati dalla precedente gestione e garantire l'iscrizione al campionato di Lega Pro Prima Divisione, pertanto il club si avvia alla liquidazione.
Il 17 luglio 2008 nasce dalle ceneri del vecchio sodalizio l'Associazione Sportiva Dilettantistica Spezia Calcio 2008. Nella fase costitutiva l'associazione è presieduta dal sindaco della città, Massimo Federici, e vede come soci-fondatori quattro consiglieri comunali di differente collocazione politica. Fra i primi atti della nuova società vi è la richiesta di affiliazione alla Lega Nazionale Dilettanti, supportata dai meriti sportivi idealmente ereditati dalla precedente società e dal bacino di utenza della tifoseria. Il 4 agosto 2008, dopo la trasformazione in srl, lo Spezia viene acquistato da Gabriele Volpi, già noto nell'ambiente sportivo in quanto patron della squadra di pallanuoto della Pro Recco. Amministratore delegato è Aldo Iacopetti, già coordinatore dell'area tecnica del settore giovanile della Sampdoria, e il nuovo tecnico è l'ex blucerchiato Marco Rossi, già allenatore in Serie C1 con Lumezzane e Pro Patria. Il 20 agosto arriva la decisione ufficiale: lo Spezia è ammesso al campionato di Serie D, Girone A. Concludendo la stagione al secondo posto (con 78 punti) alle spalle della Biellese, accede ai play-off e si ferma sulla soglia delle semifinali, sconfitto dal Vico Equense per 2-0 il 14 giugno. Presenta quindi domanda di ripescaggio in Lega Pro Seconda Divisione, domanda che viene ufficialmente accolta il 31 luglio.
Per la stagione 2009-2010 la panchina viene affidata ad Attilio Lombardo, proveniente dal Legnano, che lascia però l'incarico il 12 ottobre con la squadra al 3º posto in classifica dopo un inizio non convincente. A sostituirlo viene chiamato Salvo Fulvio D'Adderio che porta la squadra al 2º posto finale in campionato grazie alle reti del bomber Nunzio Lazzaro e alla vittoria dei play-off, questa volta con il sigillo del giovane spezzino Alessandro Cesarini arrivato a gennaio dalla Sarzanese.

### Anni 2010

#### Iltrebledi Lega Pro
Lo Spezia si presenta ai nastri di partenza della Prima Divisione 2010-2011 ancora con D'Adderio sulla panchina. Il mercato estivo, appannaggio del direttore sportivo Massimo Varini, vede l'acquisto di numerosi calciatori, tra cui il ritorno di Corrado Colombo. I risultati però stentano ad arrivare e la sconfitta di Bolzano alla quinta giornata decreta l'esonero di Fulvio D'Adderio che lascia il posto ad Alessandro Pane. Nella settimane successive viene prelevato dagli svincolati il trequartista Ighli Vannucchi, che prenderà la squadra per mano portandola al quinto posto in classifica dal penultimo grazie a una serie di ottime prestazioni. Ma il 23 gennaio 2011 Vannucchi subisce un brutto infortunio sul campo del Gubbio che gli procurerà una lesione al legamento crociato anteriore del ginocchio sinistro. Da quel momento lo Spezia inanella una serie di prestazioni poco felici e il 15 marzo il presidente Volpi decide di sollevare dai propri incarichi l'allenatore Pane così come buona parte dell'area tecnica a partire da Massimo Varini. A giocare le residue possibilità di accesso ai play-off viene richiamato Fulvio D'Adderio che guida la squadra al sesto posto.
Con l'intento di risalire in B per il campionato 2011-2012 viene allestita una rosa composta da molti giocatori di categoria superiore. Il nuovo amministratore delegato è Giuseppe Spalenza e Moreno Zocchi diventa direttore sportivo, mentre in panchina viene chiamato Elio Gustinetti. Arrivano grandi nomi come Filippo Carobbio, Salvatore Mastronunzio, Antimo Iunco, Claudio Rivalta, Emiliano Testini, Felice Evacuo e Nicola Madonna; l'inizio di campionato è tuttavia disastroso con soli 4 punti in 5 giornate e Gustinetti viene esonerato.
Al suo posto arriva Michele Serena che ricostruisce progressivamente un gruppo privo di identità, colpito oltretutto dall'arresto di Filippo Carobbio nell'ambito dell'inchiesta "Last Bet" avvenuto il 19 dicembre a Lerici. Lo Spezia inanella tra la fine del 2011 e l'inizio del 2012 una lunga serie di risultati positivi che lo riporta a ridosso delle prime, ma la testa della classifica è saldamente nelle mani del Trapani che, dopo la vittoria del 12 febbraio nello scontro diretto per 1-0, si porta addirittura a +11 sugli aquilotti.
La squadra siciliana crolla letteralmente a partire da metà marzo e porta a casa solo 11 punti nelle ultime 10 giornate, contro i 24 dello Spezia che vince le ultime cinque. Il sorpasso arriva negli ultimi minuti della 33ª giornata, con lo Spezia che segna il gol vittoria a Trieste e il quasi contemporaneo pareggio del Südtirol in casa contro i granata siciliani. Domenica 6 maggio è il giorno della promozione in serie B dopo la vittoria contro il Latina per 3-0. Il 2 maggio era arrivata anche la vittoria nella Coppa Italia Lega Pro contro gli storici rivali del Pisa, ribaltando con un 2-1 all'Arena Garibaldi la sconfitta per 1-0 patita in casa all'andata.
Il 17 maggio conquista la sua seconda Supercoppa di Lega di Prima Divisione contro la Ternana dopo il doppio confronto (0-0 e 2-1). Gli aquilotti sono i primi nella storia della Supercoppa a vincere due edizioni. Lo Spezia diventa anche la prima squadra in assoluto a centrare nella stessa stagione il treble di Lega Pro formato da campionato, coppa e supercoppa di categoria.

#### Di nuovo in Serie B
Il 5 gennaio 2013 l'allenatore Serena viene esonerato a causa dell'avvio altalenante in Serie B e viene sostituito da Gianluca Atzori, ex Sampdoria. Il 23 febbraio seguente, dopo soli 48 giorni di gestione viene esonerato il tecnico Atzori, a cui è fatale il ko interno per 0 a 6 contro il Novara; in sua sostituzione viene chiamato Luigi Cagni, che diventa così il terzo allenatore stagionale delle aquile. La squadra guidata dal tecnico bresciano, dopo un campionato di alti e bassi, ottiene la salvezza matematica l'11 maggio, nella sfida dell'Euganeo contro il Padova, penultima gara della stagione, conclusasi con il punteggio di 1 a 1.
Il 21 maggio viene ufficializzato il cambio di presidenza. Lamberto Tacoli diventa il nuovo presidente a tempo pieno dello Spezia in quanto il presidente onorario Volpi, a causa dei suoi impegni lavorativi, non può seguire quotidianamente la società. Il 23 maggio lo Spezia del nuovo presidente Tacoli non riconferma l'allenatore Gigi Cagni, il direttore sportivo Vitale e nemmeno il direttore generale Renato Cipollini.
Per la stagione seguente si decide di rinnovare la società, nuovi consiglieri, e nuovi dirigenti, come il DS Giancarlo Romairone che arriva dalla Pro Vercelli, e il nuovo segretario generale Stefano Pedrelli. La rosa viene in gran parte rivoluzionata, dato che molti giocatori della passata stagione erano arrivati in prestito e non venendo quindi riscattati la società si ritrova costretta a riformare una nuova squadra, puntando su giocatori con esperienza nel campionato cadetto, prelevando alcuni giovani dalle grandi squadre di Serie A, e confermando gli uomini chiave della stagione 2012-2013, come capitan Sansovini, i centrocampisti Bovo e Sammarco, e l'unico "superstite" della stagione 2011-2012, il terzino Nicola Madonna. Il 20 giugno lo Spezia annuncia il nuovo allenatore, Giovanni Stroppa, la cui avventura sulla panchina spezzina termina però nel dicembre successivo subentrandogli Devis Mangia. Sotto la guida del tecnico milanese, lo Spezia riesce a raggiungere l'obbiettivo play-off qualificandosi all'ultima giornata di campionato andando a occupare l'ultimo posto disponibile nella griglia. Il sogno dei bianchi però si interrompe subito, data la sconfitta per 1 a 0 subita sul campo del Modena.
Nella stagione 2014-2015, sotto la guida di Nenad Bjelica, lo Spezia termina il campionato al quinto posto; viene poi eliminato al turno preliminare dei play-off dall'Avellino. Nell'annata seguente la squadra non rende, tanto che Bjelica viene esonerato a metà novembre 2015; gli subentra Domenico Di Carlo il quale porta i liguri al settimo posto finale della classifica, qualificandoli per il terzo anno di fila ai play-off, dove cadono in semifinale dinanzi al Trapani rivelazione della stagione cadetta. I bianconeri si tolgono comunque la soddisfazione di approdare fino ai quarti di finale della Coppa Italia (in cui vengono eliminati tra le mura amiche dall'Alessandria), battendo all'Olimpico la più blasonata Roma per 4-2 ai tiri di rigore. L'anno successivo la squadra si qualifica per la quarta volta consecutiva ai play-off, ma viene di nuovo eliminata al turno preliminare dal Benevento, per due reti a una, mentre nel campionato 2017-2018, sotto la guida dell'allenatore Fabio Gallo, è protagonista di un anonimo cammino di metà classifica. Nell'annata successiva, l'allenatore è Pasquale Marino, il quale riesce a portare lo Spezia al sesto posto finale; ai play-off, gli aquilotti vengono sconfitti in casa al primo turno per 2-1 dal Cittadella.

### Anni 2020

#### La promozione in Serie A
Il campionato 2019-2020 (giocato ad intermittenza a causa della pandemia di COVID-19) si rivela più soddisfacente, con gli spezzini che, guidati dal tecnico Vincenzo Italiano, raggiungono un positivo terzo posto finale in classifica con 61 punti, valevole per le semifinali play-off, facendo inoltre registrare il migliore piazzamento della storia del club in un campionato ufficiale. Nella semifinale di andata contro il Chievo lo Spezia perde per 2-0 al Bentegodi ma nella partita di ritorno al "Picco", con un'inaspettata rimonta, vince per 3-1 e, grazie al migliore piazzamento ottenuto nella stagione regolare, si qualifica per la decisiva finale contro il Frosinone. Nel primo confronto i liguri ipotecano la promozione imponendosi per 1-0 allo Stirpe; perdono la partita di ritorno con il medesimo risultato, ma, ancora in virtù del migliore piazzamento nel campionato regolare, i bianconeri possono festeggiare la prima promozione in Serie A della loro storia.
Nel corso del primo campionato di massima serie, l'11 febbraio 2021 la società passa dalle mani di Volpi, che lascia le redini dopo tredici anni, a quelle della famiglia statunitense Platek; la stagione, sempre con Italiano in panchina, si conclude con la prima, storica salvezza bianconera in Serie A. Positivo anche il cammino in Coppa Italia, competizione in cui gli spezzini eguagliano il loro migliore piazzamento della storia raggiungendo i quarti di finale. Nella stagione seguente, nonostante le sanzioni FIFA che bloccano il calciomercato bianconero e l'avvicendamento in panchina tra Italiano e Thiago Motta, l'ambiente non si disunisce e la squadra riesce nuovamente a salvarsi. Nella annata 2022-2023, complice le sconfitte nelle ultime due partite del campionato, la squadra si ritrova a disputare sul terreno del Mapei Stadium di Reggio Emilia uno spareggio contro il Verona, perso 1-3, che condanna la squadra al ritorno in Serie B dopo tre stagioni consecutive in massima serie.

#### Il ritorno in Serie B
Il ritorno in B si rivela molto complicato. La squadra rimane sul fondo della classifica per gran parte del campionato 2023-2024, rischiando la retrocessione in Serie C; questo porta all'esonero di Massimiliano Alvini, sostituito da Luca D'Angelo. La vittoria casalinga all'ultima giornata contro il Venezia per 2-1, oltreché una combinazione di risultati utili dagli altri campi, porta lo Spezia alla salvezza senza play-out: la squadra raggiunge il 15º posto, l'ultimo utile per la salvezza diretta.

## Colori e simboli

### Colori

Luciano Spalletti (in piedi, al centro) e Bepi Pillon (accosciato, a destra) nella stagione 1986-1987 con la classica divisa casalinga dello Spezia, composta da maglia bianca e pantaloncini neri.

Tradizionalmente i giocatori dello Spezia indossano una divisa interna costituita da una maglia bianca con pantaloncini e calzettoni neri. Da ciò consegue che il colore sociale sia il bianco, sebbene la soluzione cromatica complessiva di tale completo faccia sì che, non di rado, i calciatori e i tifosi spezzini vengano definiti bianco-neri. La tinta complementare, soprattutto negli anni 1990, ha talora assunto un maggior "peso" all'interno delle casacche, venendo declinata in motivi decorativi più o meno estrosi, arrivando finanche tra il 2006 e il 2008 a tradursi in un template palato.
La divisa esterna tipicamente inverte i colori casalinghi: su di essa domina pertanto il nero, relegando il bianco alle finiture, mentre per la terza maglia (laddove prevista dai contratti di sponsorizzazione) il colore più ricorrente è il rosso, seguito da blu e verde (queste ultime due tinte sono mutuate dallo stemma civico).

### Simboli ufficiali

#### Stemma
Il simbolo societario è solitamente stato costituito da un monogramma formato dalle lettere iniziali del club, di volta in volta adattato alla dicitura ufficiale assunta dal sodalizio spezzino. Alcune volte tale simbolo è stato sormontato dal disegno di un'aquila, più o meno stilizzata. Nell'estate del 2005 è stato ideato un nuovo logo circolare bordato in oro per celebrare il centenario della fondazione della società, che ha accompagnato la squadra nello storico ritorno nel campionato di Serie B.
Nell'estate del 2008, in seguito al fallimento societario e alla creazione della nuova A.S.D. Spezia Calcio 2008, è stato temporaneamente adottato come stemma un logo circolare con il nome della società e il simbolo dell'aquila ripreso dallo stemma Comunale. Tale emblema è stato creato da un tifoso che ha vinto un concorso popolare, indetto dal Comune della Spezia e supportato da una locale testata giornalistica on-line. Dopo pochi mesi, tuttavia, la società ha riacquistato i diritti per l'utilizzo del classico logo dello Spezia 1906.
Nel 2023 la società porta avanti un'operazione di rebranding che coinvolge anche il logo, con un nuovo monogramma incentrato sull'intersecazione fra le lettere iniziali della ragione sociale Spezia Calcio in essere dal 2008.
Non è chiaro, infine, il perché ai giocatori spezzini sia stato assegnato il soprannome di aquilotti. Forse il motivo è da ricercarsi nell'aquila che compare nello stemma comunale o forse, più verosimilmente, fu coniato da un cronista locale che lo utilizzò per la prima volta nel 1913, probabilmente colpito dal gioco assai grintoso e rapace espresso dai calciatori in campo.

Il monogramma storico, usato a periodi alterni fino al 2023
Il logo usato dal 2000 al 2005
Il logo del centenario, usato nel 2006
Il logo usato nel 2008
Il logo usato dal 2023 al 2025
Il logo in uso dal 2025

## Strutture

### Stadio
Lo Spezia disputa le gare interne allo stadio Alberto Picco della Spezia.

### Centro di allenamento
Il tradizionale terreno di allenamento degli aquilotti è il centro sportivo Bruno Ferdeghini, situato alla Spezia nel quartiere di Melara, il quale sotto la gestione Volpi ha subito una radicale ristrutturazione, completata nel maggio 2013 con la realizzazione di un centro interamente dedicato al settore giovanile, con due campi a 11 in sintetico e due campi a 7, una palestra e due edifici con le sedi della società e del settore giovanile.
Nel corso degli anni la prima squadra ha spesso utilizzato in alternativa anche altre strutture quali il Cipriano Incerti di Ceparana, il centro sportivo Montagna della Marina Militare, alla Spezia, il L. Camaiora di Santo Stefano di Magra, o i campi M. Luperi e A. Berghini di Sarzana, sempre nella vicina Val di Magra, ma nel 2014 la società aquilotta, in accordo con il comune di Follo, ha sottoscritto un accordo per la gestione del centro sportivo Comunale nel comune della Val di Vara, creando due campi a 11 in erba naturale, utilizzati per le sedute di allenamento.

## Società

### Organigramma societario
Dal sito web ufficiale della società.
- Charlie Stillitano - Presidente

Consiglio di amministrazione
- Charlie Stillitano - Presidente
- Andrea Corradino - Vicepresidente
- Andrea Gazzoli - Amministratore delegato

### Sponsor
- fino agli anni 1980: ...
- 1985-1986: Umbro
- 1986-1988: Latas
- 1988-1991: Uhlsport
- 1991-1992: Umbro
- 1992-1995: Gems
- 1995-1997: Virma
- 1997-2001: Kappa
- 2001-2004: Lotto
- 2004-2005: Diadora
- 2005-2006: Erreà
- 2006-2007: Mass
- 2007-2008: Erreà
- 2008-2012: Joma
- 2012-2015: Lotto[57]
- 2015-2023: Acerbis[58]
- 2023-: Kappa

## Allenatori e presidenti
Di seguito la lista completa degli allenatori e dei presidenti dello Spezia:
- 1906-1911 Commissione Tecnica
- 1911-1912  Antonio Riboni
- 1912-1913 Commissione Tecnica
- 1913-1914  Ugo Baggiani
- 1914-1915  Dario Toracca
- 1915-1919
- 1919-1920  Gino Panichi
- 1920-1921  Commissione Tecnica (Dario Toracca, Gino Panichi, Vincenzo Romeo)
- 1921-1922  Ferenc Molnár
- 1922-1924  József Viola
- 1924-1925  Commissione Tecnica (Falcone, Costa, Podestà)
- 1925-1926  Tomasz Kertész
- 1926-1929  Francesco Caiti
- 1929-1930  James Broad (1ª-17ª)
 Attilio Maggiani (18ª-34ª)
- 1930-1931  Attilio Maggiani
- 1931-1934  Wilmas Wilhelm
- 1934-1935  Wilmas Wilhelm (1ª-17ª)
 Francesco Caiti (22ª-30ª)
- 1935-1936  Francesco Caiti e  Guido Gianfardoni
- 1936-1938  Guido Gianfardoni
- 1938-1939  Domenico De Barbieri e  Gino Rossetti (1ª-22ª)
 József Viola (23ª-34ª)
- 1939-1940  János Nehadoma
- 1940-1941  János Nehadoma (1ª-6ª)
 Cesare Cassanelli (7ª-34ª)
- 1942-1943  Ottavio Barbieri
- 1945-1946  Giovanni Gallotti (A.C. Spezia)

 Angelo Bollano (Ausonia La Spezia)
- 1946-1947  Ottavio Barbieri
- 1947-1948  Ottavio Barbieri (1ª-12ª)
 Commissione Tecnica (G. Semorile, A. Del Santo, P. Strati, C.A. Macchi) (13ª-34ª)
- 1948-1949  Alberto Macchi
- 1949-1950  Luigi Scarabello
- 1950-1951  Sergio Bertoni
- 1951-1952  Edmondo Bonansea e  Umberto Lena (1ª-14ª)
 Luigi Scarabello (15ª-34ª)
- 1952-1953  Giuseppe Rossetti (1ª-9ª)
 Romano Penzo (10ª-25ª)
 Libero Salvietti (26ª-30ª)
- 1953-1954  Libero Salvietti
- 1954-1955  Wando Persia
- 1955-1956  Sergio Bertoni
- 1956-1957  Sergio Bertoni (1ª-4ª)
 Wando Persia (5ª-6ª)
 Luigi Scarabello (7ª-34ª)
- 1957-1958  Luigi Scarabello
- 1958-1959  Libero Salvietti e  Luigi Scarabello (D.T.)
- 1959-1960  Libero Salvietti e  Stanko Ruzic (D.T.)
- 1960-1961  Stanko Ruzic e  Sergio Bertoni
- 1961-1962  Stanko Ruzic (1ª-7ª)
 Guerriero Menicagli (8ª-34ª)
- 1962-1963  Vittorio Mantero (1ª-5ª)
 Sergio Curletto (6ª-34ª)
- 1963-1964  Sergio Curletto (1ª-6ª)
 Franco Grillone (7ª-34ª)
- 1964-1965  Benigno De Grandi (1ª-4ª)
 Mario Tommaseo e  Luigi Scarabello (D.T.) (5ª-34ª)
- 1965-1966  Mario Magistrelli e  Luigi Scarabello (D.T.)
- 1966-1967  Evaristo Malavasi e  Luigi Scarabello (D.T.)
- 1967-1968  Evaristo Malavasi
- 1968-1969  Adriano Zecca (1ª-14ª)
 Giuseppe Bumbaca (15ª-23ª)
 Libero Salvietti (24ª-38ª)
- 1969-1970  Evaristo Malavasi
- 1970-1971  Feliciano Orazi
- 1971-1973  Gianni Corelli
- 1973-1975  Giuseppe Corradi
- 1975-1976  Giuseppe Corradi (1ª-18ª)
 Giuseppe Bumbaca (19ª-38ª)
- 1976-1978  Nedo Sonetti
- 1978-1979  Nedo Sonetti (1ª-23ª)
 Giuseppe Bumbaca (24ª-34ª)
- 1979-1980  Roberto Mazzanti
- 1980-1981  Roberto Mazzanti (1ª-8ª)
 Sergio Curletto (9ª-13ª)
 Enzo Robotti (14ª-34ª)
- 1981-1982  Enzo Robotti (1ª-32ª)
 Osvaldo Motto (33ª-34ª)
- 1982-1983  Osvaldo Motto (1ª-19ª)
 Evaristo Malavasi (20ª)
 Osvaldo Motto (21ª-25ª)
 Evaristo Malavasi (26ª-34ª)
- 1983-1984  Giancarlo Rodolfi (1ª-3ª)
 Ezio Galbiati (4ª-34ª)
- 1984-1985  Ezio Galbiati (1ª-27ª)
 Giovanni Carassale e  Sergio Curletto (28ª-32ª)
 Sergio Curletto (33ª-34ª)
- 1985-1986  Sergio Carpanesi
- 1986-1987  Gian Piero Ventura (1ª-12ª)
 Sergio Carpanesi (13ª-34ª)
- 1987-1989  Sergio Carpanesi
- 1989-1990  Sergio Carpanesi (1ª-24ª)
 Benito Mannoni (25ª-34ª)
- 1990-1991  Ferruccio Mazzola
- 1991-1992  Ferruccio Mazzola (1ª-21ª)
 Giuseppe Savoldi (22ª-34ª)
- 1992-1993  Claudio Onofri
- 1993-1994  Adriano Cadregari (1ª-17ª)
 Francesco Paolo Specchia (18ª-29ª)
 Claudio Onofri (30ª-34ª e play-out)
- 1994-1995  Claudio Onofri
- 1995-1996  Claudio Onofri (1ª-5ª)
 Fabrizio Gorin (6ª-12ª)
 Sergio Carpanesi (13ª-34ª e play-out)
- 1996-1997  Sergio Carpanesi (1ª-6ª)
 Roberto Galbiati (7ª-19ª)
 Antonio Sassarini (20ª)
 Gian Piero Ghio (21ª-30ª)
 Antonio Sassarini (31ª-34ª)
- 1997-1999  Luciano Filippi
- 1999-2002  Andrea Mandorlini
- 2002-2003  Fabio Brini (precamp.)
 Antonio Sassarini (1ª)
 Stefano Cuoghi (2ª-20ª)
 Roberto Bosco (21ª)
 Walter Nicoletti (22ª-34ª)
- 2003-2004  Paolo Stringara (1ª-16ª)
 Marco Alessandrini (17ª-34ª)
- 2004-2005  Marco Alessandrini (1ª-23ª)
 Loris Dominissini (24ª-38ª)
- 2005-2008  Antonio Soda
- 2008-2009  Marco Rossi
- 2009-2010  Attilio Lombardo (1ª-8ª)
 Salvo Fulvio D'Adderio (9ª-34ª e play-off)
- 2010-2011  Salvo Fulvio D'Adderio (1ª-5ª)
 Alessandro Pane (6ª-26ª)
 Salvo Fulvio D'Adderio (27ª-34ª)
- 2011-2012  Elio Gustinetti (1ª-5ª)
 Michele Serena (6ª-34ª)
- 2012-2013  Michele Serena (1ª-22ª)
 Gianluca Atzori (23ª-27ª)
 Luigi Cagni (28ª-42ª)
- 2013-2014  Giovanni Stroppa (1ª-18ª)
 Devis Mangia (19ª-42ª e play-off)
- 2014-2015  Nenad Bjelica
- 2015-2016  Nenad Bjelica (1ª-14ª)
 Domenico Di Carlo (15ª-42ª e play-off)
- 2016-2017  Domenico Di Carlo
- 2017-2018  Fabio Gallo
- 2018-2019  Pasquale Marino
- 2019-2021  Vincenzo Italiano
- 2021-2022  Thiago Motta
- 2022-2023  Luca Gotti (1ª-22ª)
 Fabrizio Lorieri (23ª)
 Leonardo Semplici (24ª-38ª e spareggio)
- 2023-2024  Massimiliano Alvini (1ª-13ª)
 Luca D'Angelo (14ª-38ª)
- 2024-2025  Luca D'Angelo

- 1911-1915  Francesco Corio
- 1915-1916  Paolo Acerbi
- 1920-1921  Emilio Toracca
- 1921-1923  Ettore Paganini
- 1923-1926  Guido Cerretti
- 1926-1929  Giulio Bertagna
- 1929-1931  Giuseppe Canese
- 1931-1932  Lodovico Muratori[61]
 Amedeo Balzi
- 1932-1933  Amedeo Balzi
- 1933-1934  Natale Toracca
- 1934-1938  Giulio Bertagna
- 1938-1941  Giovanni Battista Bibolini
- 1941-1943  Coriolano Perioli
- 1945-1946  Giacomo Semorile[61]
- 1946-1949  Nello Sgorbini
- 1949-1951  Mario Farina
- 1951-1952  Mario Farina
 Comitato di Reggenza
- 1952-1953  Albino Buticchi[61] e  Domenico Cappellini
 Albino Buticchi
- 1953-1954  Albino Buticchi
- 1954-1955  Stefano Sgorbini
- 1955-1956  Nello Sgorbini
- 1956-1959  Enrico Bertorello
- 1959-1960  Alberto Del Santo[61]
- 1960-1961  Alberto Del Santo
 Enrico Bertorello
- 1961-1962 Comitato di Reggenza
- 1962-1968  Guerriero Menicagli
- 1968-1969  Guerriero Menicagli
 Alberto Del Santo[61]
- 1969-1970  Alberto Del Santo
- 1970-1971  Alfeo Mordenti
- 1971-1972  Emilio Vanni
- 1972-1976  Alfeo Mordenti
- 1976-1977  Enzo Papocchia[61]
- 1977-1979  Alfeo Mordenti
- 1979-1980  Giovanni Fusani[61]
- 1980-1981  Enzo Papocchia[61]
- 1981-1982  Maurizio Fusani
- 1982-1983  Giovanni Fusani
- 1983-1984  Giovanni Magri
- 1984-1985  Ottorino Belli
- 1985-1986  Pietro Rossetto
Comitato di Reggenza
- 1986-1994  Domenico Mastropasqua
- 1994-1995  Gabriele Sitta
- 1995-1997  Gianluigi Blengino
- 1997-1998  Marco Valerio Corini
 Sergio Borgo
- 1998-1999  Sergio Borgo
- 1999-2000  Roberto Trevisan
- 2000-2001  Roberto Trevisan
 Angelo Zanoli
- 2001-2004  Angelo Zanoli
- 2004-2005  Angelo Zanoli
 Ernesto Paolillo
- 2005-2008  Giuseppe Ruggieri
- 2008-2009  Cristina Cappelluti[61]
 Roberto Quber[61]
 Attilio Garbini
- 2009-2011  Gabriele Volpi
- 2011-2013  Matteo Volpi
- 2013-2014  Lamberto Tacoli
- 2014-2015  Matteo Volpi
- 2015-2016  Giovanni Grazzini
- 2016-2017  Andrea Corradino
 Stefano Chisoli
- 2017-2021  Stefano Chisoli
- 2021-2024  Philip Raymond Platek Jr.
- 2024-2025  Andrea Corradino
 Charlie Stillitano
- 2025-2026  Charlie Stillitano

## Palmarès

### Competizioni nazionali
- Divisione Nazionale: 1

1943-1944 (titolo onorifico)
- Coppa Italia Serie C: 2

2004-2005, 2011-2012
- Scudetto Interregionale: 1

1957-1958

### Altre competizioni
- Prima Divisione: 1

1928-1929
- Supercoppa di Lega di Prima Divisione: 2

2006, 2012
- Seconda Divisione: 1

1925-1926 (girone B)
- Serie C: 1

1935-1936 (girone B)
- Serie C1: 1

2005-2006 (girone A)
- Lega Pro Prima Divisione: 1

2011-2012 (girone B)
- Serie C2: 1

1999-2000 (girone A)
- Campionato Interregionale: 1

1957-1958 (girone A)
- Coppa Ottorino Mattei: 1

1957-1958
- Serie D: 1

1965-1966 (girone A)
- Promozione: 1

1919-1920 (Liguria)
- Campionato dell'Emilia-Romagna:[63] 1

1944

## Statistiche e record

### Partecipazione ai campionati
| Livello | Categoria                      | Partecipazioni | Debutto   | Ultima stagione | Totale |
| ------- | ------------------------------ | -------------- | --------- | --------------- | ------ |
| 1º      | Prima Divisione                | 4              | 1921-1922 | 1924-1925       | 7      |
| 1º      | Serie A                        | 3              | 2020-2021 | 2022-2023       | 7      |
| 2º      | Seconda Divisione              | 1              | 1925-1926 | 1925-1926       | 34     |
| 2º      | Prima Divisione                | 3              | 1926-1927 | 1928-1929       | 34     |
| 2º      | Serie B                        | 30             | 1929-1930 | 2025-2026       | 34     |
| 3º      | Serie C                        | 19             | 1935-1936 | 1977-1978       | 40     |
| 3º      | Serie C1                       | 19             | 1978-1979 | 2005-2006       | 40     |
| 3º      | Lega Pro Prima Divisione       | 2              | 2010-2011 | 2011-2012       | 40     |
| 4º      | IV Serie                       | 4              | 1952-1953 | 1956-1957       | 19     |
| 4º      | Camp. Interregionale - 1ª Cat. | 1              | 1957-1958 | 1957-1958       | 19     |
| 4º      | Serie D                        | 4              | 1962-1963 | 1965-1966       | 19     |
| 4º      | Serie C2                       | 9              | 1979-1980 | 1999-2000       | 19     |
| 4º      | Lega Pro Seconda Divisione     | 1              | 2009-2010 | 2009-2010       | 19     |
| 5º      | Serie D                        | 1              | 2008-2009 | 2008-2009       | 1      |

In 94 stagioni sportive disputate a livello nazionale dall'esordio nella Lega Nord il 2 ottobre 1921, compresi 4 tornei di Prima Divisione (A), 5 tornei fra Seconda Divisione e Nord Italia (B). La terza divisione è divisa in 20 tornei di Serie C, 19 tornei di Serie C1 e 2 di Lega Pro Prima Divisione. Sono escluse le stagioni antecedenti il 1921 e l'annata 1953-1954, in cui lo Spezia partecipò ai tornei del Comitato Regionale Ligure.

### Statistiche di squadra
| In casa - Miglior vittoria Spezia - Savona 9-0 (1935-1936) Spezia - Taranto 9-0 (1939-1940) - Peggior sconfitta Spezia - Novara 0-6 (2012-2013) - Pareggio con più gol Spezia - Viterbese 4-4 (1997-1998) | In trasferta - Miglior vittoria Cirié - Spezia 0-5 (2008-09) - Peggior sconfitta Atalanta - Spezia 7-0 (1932-1933) - Pareggio con più gol Treviso - Spezia 4-4 (1980-1981) Lumezzane - Spezia 4-4 (2002-2003) Brescia-Spezia 4-4 (2018-2019) |

### Statistiche individuali
Record di presenze e reti in tutte le competizioni ufficiali, comprese anche le partite di coppa.
Dati aggiornati al 1º luglio 2023.
| Record di presenze - 447 - Osvaldo Motto (1967-1979) - 414 - Giampaolo Bonanni (1969-1981) - 387 - Gianni Zennaro (1951-1965) - 286 - Giorgio Giulietti (1970-1979) - 272 - Pasquale Farina (1929-1931, 1932-1941) - 264 - Angelo Seghezza (1973-1980) - 245 - Giovanni Costa (1940-1944, 1946-1949, 1951-1952, 1954-1955) - 223 - Gianluca Coti (1999-2005) - 220 - Francesco Fazio (1976-1986) - 218 - Claudio Terzi (2015-2021) | Record di reti - 81 - Giovanni Costa (1940-1944, 1946-1949, 1951-1952, 1954-1955) - 65 - Giovanni Costanzo (1940-1943) - 64 - Massimiliano Guidetti (2004-2008) - 53 - Giovanni Bermone (1931-1937) - 47 - Gino Rossetti II (1921-1926, 1938-1939) - 46 - Luigino Vallongo (1964-1967) - 41 - Massimo Barbuti (1979-1981) - 41 - Igor Zaniolo (1997-2001) - 39 - Nunzio Lazzaro (2008-2011) - 35 - M'Bala Nzola (2020-2023) - 35 - Giulio Cappelli (1928-1933, 1938-1939) |

## Tifoseria
Secondo un'indagine condotta e pubblicata annualmente da due società specializzate in sondaggi e ricerche di mercato, la StageUp e la Ipsos, al 2022 la squadra poteva contare su un seguito stimato in circa 67 000 tifosi, un dato mediamente in linea con le rilevazioni degli anni precedenti.

### Storia
Lo Spezia vanta, in proporzione alle dimensioni del proprio bacino di utenza, un seguito di tifosi molto numeroso; la popolazione cittadina ha infatti da sempre dimostrato un buon interesse nei confronti della locale squadra di calcio. Nonostante la militanza nei campionati di Serie C o addirittura inferiori per il lungo periodo trascorso tra gli anni 1950 e il ritorno in Serie B nel 2006 il pubblico presente sugli spalti dello stadio Alberto Picco ha spesso fatto registrare delle medie di presenze fra le più alte per i campionati in cui lo Spezia si trovava di volta in volta a militare.
La tifoseria è però stata anche, talvolta, causa di episodi spiacevoli: singolari i fatti del campionato 1922-1923, in cui la colossale rissa scoppiata dopo la partita Spezia-Genoa portò alla squalifica del "Picco" per addirittura un anno, punizione record per quell'epoca.
La tifoseria organizzata nacque nel 1974, allorquando venne fondato il gruppo Ultras Spezia, costituito inizialmente da un gruppo di giovani che erano soliti assistere alle partite dalla gradinata, talvolta improvvisando le prime rudimentali coreografie.
Con il passare del tempo il gruppo divenne via via sempre più numeroso e cambiò collocazione all'interno dello stadio, occupando inizialmente la Curva Ferrovia, successivamente (negli anni 1980) la struttura prefabbricata della Curva Piscina, e infine trovando collocazione definitiva nella nuova Curva Ferrovia realizzata in seguito alla ristrutturazione del "Picco" nel 1993.
Fra i principali gruppi di tifosi dello Spezia che frequentano oggi la curva troviamo oltre agli storici Ultras Spezia 1974, gli Irriducibili Favaro, il Fronte del Porto e il Gruppo Bullone che attualmente si identificano tutti nel Direttivo Curva Ferrovia. Caratteristica peculiare dei tifosi organizzati della curva spezzina è la ferma volontà di non coinvolgere nell'ambiente sportivo alcun riferimento alla politica.
Nella stagione 2006-07, anno del ritorno della squadra in Serie B, è stata toccata la quota record di 5386 abbonamenti. Grazie a tale cifra, in proporzione al numero di abitanti della provincia spezzina, il pubblico bianconero è risultato il quinto in classifica su scala nazionale per numero di tessere stagionali; la nuova campagna abbonamenti per la stagione 2007-08 si è conclusa con l'analogo numero di 5315 tessere vendute (molto di più rispetto a diverse squadre di Serie B), confermando l'attaccamento dei tifosi alla squadra cittadina.

### Gemellaggi e rivalità
La tifoseria spezzina non intrattiene alcun gemellaggio, pur avendo rapporti di amicizia. La più importante è quella con il Savona, con i tifosi savonesi accolti allo stadio Alberto Picco sempre con cordialità, dato il rapporto di stima che lega le due curve da lunga data. Altri rapporti d'amicizia sono intrattenuti con la tifoseria barese e con quella salernitana.
Nel corso degli anni sono maturate delle accese rivalità tra i tifosi dello Spezia e quelli di altre tifoserie: la più sentita (e antica) è quella con i genoani che ha origine nel campionato 1922-1923 quando, durante la sfida tra le due squadre, si accese sugli spalti una maxi-rissa che coinvolse gli oltre tremila presenti. Da allora il rapporto non ha fatto che peggiorare tanto che l'Osservatorio nazionale sulle manifestazioni sportive considera la gara «ad altissimo rischio».
Inoltre, la tifoseria spezzina ha generalmente pessimi rapporti con la maggioranza delle tifoserie toscane in primis con quella dei carraresi (che considerano le sfide con lo Spezia come il «derby per eccellenza») e, a seguire, con quella lucchese (spesso gli incontri tra le due tifoserie sono sfociati in episodi violenti) e livornese (dopo la rottura del gemellaggio). Nel 2022 si incrinano definitivamente, per volere dei tifosi blucerchiati, anche i rapporti con i doriani.
Altri antagonismi molto sentiti sono quelli con l'Arezzo e il Verona, che toccarono il fondo durante la lotta per la salvezza nel corso del campionato di Serie B 2006-2007, conclusosi coi liguri che dapprima condannarono i toscani al termine della stagione regolare e poi ebbero la meglio dei veneti ai play-out. L'antagonismo col Verona riaffiorò nel 2020, in coincidenza con l'esordio in Serie A dello Spezia, e si rinfocolò in occasione del campionato 2022-2023, terminato in uno spareggio fra le due compagni che, stavolta, costò il declassamento ai bianconeri.
Altre rivalità minori si registrano con Lazio, Venezia, Parma (dopo la rottura del gemellaggio), Bologna, Alessandria, Brescia, Cesena, Como, Juventus, Mantova, Modena, Massese, Montevarchi, Napoli, Padova, Pisa, Pistoiese, Prato, Reggiana, Rimini, Torres, Siena, SPAL, Trapani, Viareggio e Vicenza.

## Organico

### Rosa 2025-2026
Rosa aggiornata al 16 agosto 2025.
| N. |                     | Ruolo | Calciatore            |
| -- | ------------------- | ----- | --------------------- |
| 1  | Senegal (bandiera)  | P     | Mouhamadou Sarr       |
| 2  | Polonia (bandiera)  | D     | Przemysław Wiśniewski |
| 5  | Italia (bandiera)   | C     | Salvatore Esposito    |
| 7  | Italia (bandiera)   | A     | Daniele Verde         |
| 8  | Ungheria (bandiera) | C     | Ádám Nagy             |
| 9  | Italia (bandiera)   | A     | Gabriele Artistico    |
| 10 | Perù (bandiera)     | A     | Gianluca Lapadula     |
| 12 | Italia (bandiera)   | P     | Diego Mascardi        |
| 14 | Polonia (bandiera)  | C     | Szymon Żurkowski      |
| 15 | Italia (bandiera)   | D     | Andrea Cistana        |
| 17 | Croazia (bandiera)  | A     | Antonio Čolak         |
| 20 | Italia (bandiera)   | A     | Giuseppe Di Serio     |
| 25 | Italia (bandiera)   | C     | Filippo Bandinelli    |
| 26 | Italia (bandiera)   | D     | Matteo Onofri         |

| N. |                      | Ruolo | Calciatore               |
| -- | -------------------- | ----- | ------------------------ |
| 27 | Italia (bandiera)    | A     | Edoardo Soleri           |
| 29 | Italia (bandiera)    | C     | Francesco Cassata        |
| 31 | Italia (bandiera)    | D     | Giuseppe Aurelio         |
| 32 | Italia (bandiera)    | D     | Luca Vignali             |
| 34 | Italia (bandiera)    | C     | Christian Comotto        |
| 36 | Italia (bandiera)    | C     | Pietro Candelari         |
| 37 | Rep. Ceca (bandiera) | D     | Aleš Matějů              |
| 45 | Italia (bandiera)    | P     | Gian Marco Crespi        |
| 55 | Bulgaria (bandiera)  | D     | Petko Hristov (capitano) |
| 65 | Italia (bandiera)    | D     | Simone Giorgeschi        |
| 80 | Italia (bandiera)    | C     | Rachid Kouda             |
| 82 | Italia (bandiera)    | C     | Halid Djankpata          |
| 99 | Italia (bandiera)    | A     | Vanja Vlahović           |
|    | Italia (bandiera)    | D     | Antonio Candela          |

### Staff tecnico
Staff aggiornato al 15 novembre 2023.
- Luca D'Angelo - Allenatore
- Riccardo Taddei - Allenatore in seconda
- Marco Greco - Preparatore atletico
- Stefano Cappelli - Preparatore atletico
- Massimo Gazzoli - Preparatori dei portieri
- Giuseppe Leonetti - Collaboratore tecnico